# Eldbukssalamandrar
Eldbukssalamandrar (Cynops) är ett släkte av groddjur som ingår i familjen salamandrar (Salamandridae).
Arter enligt Catalogue of Life:
- Cynops chenggongensis
- Cynops cyanurus
- Cynops ensicauda
- Cynops orientalis
- Cynops orphicus
- Cynops pyrrhogaster
- Cynops wolterstorffi

Enligt Amphibian Species of the World blir bara arterna Cynops ensicauda och Cynops pyrrhogaster kvar i släktet. Alla andra flyttas till andra släkten.
Arterna som blir kvar förekommer i Japan.
Exemplaren har en på sidan tillplattad svans och skrynklig hud. Cynops ensicauda är med svans 100 till 180 mm lång och den har en orange färg på undersidan, ibland med mörka fläckar. Den ljusa färgen på fotsulorna skiljer den från Cynops pyrrhogaster. Eldbukssalamandrar gömmer sig ofta i lövskiktet och de besöker vattendrag för att leta efter föda.
IUCN listar Cynops ensicauda som sårbar (VU) och Cynops pyrrhogaster som nära hotad (NT).